# Blommersia wittei
A Blommersia wittei a kétéltűek (Amphibia) osztályába, a békák (Anura) rendjébe és az aranybékafélék (Mantellidae) családjába tartozó faj.

## Nevének eredete
Nevét a Gaston-François de Witte blega herpetológus tiszteletére kapta.

## Előfordulása
Madagaszkár endemikus faja. A sziget északi partvidékén a tengerszinttől 800 m-es magasságig honos.

## Megjelenése
Közepes méretű békafaj, a hímek testhossza 22–26 mm, a nőstényeké 23–26 mm. Mellső lábai úszóhártya nélküliek, hátsókon úszóhártya figyelhető meg. Háti bőre sima, színe változatos.
Hasonló fajok: Blommersia blommersae mely nagyon hasonlít hozzá, a Blommersia grandisonae csak általános megjelenésében különbözik tőle. A Blommersia domerguei és a Blommersia kely csak színezetében különbözik. 

## Természetvédelmi helyzete
A vörös lista a nem veszélyeztetett fajok között tartja nyilván.